# Koravangala Kaval, Hassan
Koravangala Kaval là một làng thuộc tehsil Hassan, huyện Hassan, bang Karnataka, Ấn Độ.